# 坂東正明 (海軍軍人)
坂東 正明（ばんどう まさあき）は日本の海軍軍人。最終階級は海軍中佐。

## 経歴
徳島県に生まれる。
熊本県立玉名中学校（現・熊本県立玉名高等学校）を経て、海軍兵学校を卒業した。（海兵56期）
その後、海軍少尉、海軍中佐となり、海軍航海学校を卒業した。
開戦時は第二艦隊の気象長。
その後、新たに編成された第七六二海軍航空隊の気象長を経て、海軍航海学校教官などを歴任し、終戦を迎えた。
終戦後は、海軍省軍務局に勤務し、戦後処理に従事した。